# Sutton United FC
Sutton United FC är en engelsk fotbollsklubb i Sutton i London, grundad 1898. Hemmamatcherna spelas på Gander Green Lane. Smeknamnen är The U's, The Amber and Chocolates och The Yellows.

## Historia
Klubben grundades 1898 när juniorklubbarna Sutton Guild Rovers och Sutton Association kom överens om att gå ihop. Från början hade klubben bara juniorlag och det var först 1910 som man började med seniorfotboll. 1921 gick man med i Athenian League och där blev man kvar ända till 1963 (med avbrott för andra världskriget), under vilken tid man vann ligan tre gånger, 1927/28, 1945/46 och 1957/58. Under den sista säsongen i Athenian League gick klubben till final i FA Amateur Cup på Wembley, där man dock föll mot Wimbledon med 2–4.
1963 gick Sutton United med i Isthmian League, som man vann på fjärde försöket. Klubben gick till sin andra final i FA Amateur Cup 1968/69, men även detta besök på Wembley slutade med förlust, 1–2 mot North Shields. Året efter gick man till fjärde omgången av FA-cupen, där den dåtida toppklubben Leeds United enkelt vann med 6–0. När Isthmian League delades upp i divisioner 1973 placerades man i den högsta. 1979 vann Sutton United Anglo-italienska cupen efter finalseger över Chieti och två år senare var man tillbaka på Wembley i final i FA Trophy, men det blev återigen förlust, 0–1 mot Bishop's Stortford.
När Sutton United vann Isthmian League Premier Division säsongen 1984/85 sökte man inte uppflyttning på grund av problem med hemmaarenan, men året efter upprepades divisionssegern och denna gång blev man accepterade till nästa nivå, Football Conference. Under 1988/89 års säsong fick klubben nationell uppmärksamhet på grund av framgångarna i FA-cupen. Klubben tog sig till tredje omgången där den dåvarande toppklubben Coventry City väntade. Mycket överraskande lyckades Sutton United vinna matchen med 2–1, vilket räknas som en av de största skrällarna i FA-cupens historia. Det skulle dröja 24 år, till 2013, innan en klubb nedanför The Football League lyckades slå ut en klubb från högsta divisionen igen.
Efter fem säsonger i Football Conference kom man näst sist och åkte tillbaka ned till Isthmian League Premier Division, som man vann igen 1998/99. Konkurrensen i Football Conference visade sig dock vara för svår och klubben kom sist direkt. Efter säsongen 2003/04, då klubben kom tvåa, gjordes seriesystemet ovanför Isthmian League om och Sutton United placerades i den nya Conference South. Där hamnade man genomgående på den undre halvan innan man kom sist 2007/08 och åkte ned till Isthmian League Premier Division.
Säsongen 2010/11 vann Sutton United åter den sistnämnda divisionen och gick upp till Conference South. Den divisionen döptes 2015/16 om till National League South och klubben vann divisionen den säsongen. Därmed gick man upp till National League. Den första säsongen där utmärkte sig Sutton United i FA-cupen igen. I fjärde omgången slog man ut Leeds United, som spelade i The Championship, med 1–0. Klubben var därmed klar för femte omgången (åttondelsfinal) för första gången i klubbens historia. Även divisionskonkurrenterna Lincoln City gick till femte omgången och det var första gången i FA-cupens historia som det var två klubbar under English Football League kvar i den omgången. I femte omgången ställdes Sutton United mot världsklubben Arsenal, som vann med 2–0 efter visst besvär.

## Meriter

### Liga
- National League eller motsvarande (nivå 5): Mästare 2020/21
- National League South eller motsvarande (nivå 6): Mästare 2015/16
- Isthmian League Premier Division: Mästare 1966/67, 1984/85, 1985/86, 1998/99, 2010/11
- Athenian League: Mästare 1927/28, 1945/46, 1957/58

### Cup
- Anglo-italienska cupen: Mästare 1979
- Conference League Cup: Mästare 1990/91
- Isthmian League Cup: Mästare 1982/83, 1983/84, 1985/86, 1997/98
- London Senior Cup: Mästare 1957/58, 1982/83
- Surrey Senior Cup: Mästare 1945/46, 1964/65, 1967/68, 1969/70, 1979/80, 1982/83, 1983/84, 1984/85, 1985/86, 1986/87, 1987/88, 1992/93, 1994/95, 1998/99, 2002/03